# 都会のアリス
『都会のアリス』（独: Alice in den Städten）は、1973年西ドイツ製作、ヴィム・ヴェンダース監督によるロードムービー。アメリカに旅行記執筆で来ていたドイツ人ジャーナリストと少女との交流を描く。
「ロードムービー3部作」の第1作であり、フィリップ・ヴィンターの初登場作品でもある。日本では、2021年11月より「ヴィム・ヴェンダース レトロスペクティブ」として劇場公開された。

## 概要
即興撮影を用いたヌーヴェルヴァーグ風であり、随所に監督がファンだと言う小津安二郎からの影響が感じられる。
監督は、彼にとっては満足いかない出来だったという『緋文字』の撮影現場でイェラ・ロットレンダーとリュディガー・フォーグラーが仲良くなったのを見て本作の企画を思いついたという。ストーリーは劇中で演奏されるチャック・ベリーの「メンフィス」の影響を受けているとされるが、監督が『ペーパー・ムーン』の試写を見て内容が似通っていたため、一時製作を断念しようとした。その後、脚本の後半を中心に書き直して完成された。開始4分でジュークボックスを流す男として監督が特別出演している。

## あらすじ
旅行記の執筆のためアメリカを放浪していたドイツ人作家フィリップが、帰国のため立ち寄った空港で9歳の少女アリスとその母に出会う。ひょんな事から少女をアムステルダムまで連れて行くこととなったフィリップ。しかし待ち合わせたアムステルダムに母の姿はなく、彼は少女の記憶を頼りに祖母の家を探す旅に出ることとなる。

## スタッフ
- 監督 ヴィム・ヴェンダース
- 製作 ヨアヒム・フォン・メンゲルスハオゼン
- 脚本 ヴィム・ヴェンダース、ファイト・フォン・フェルステンベルク
- 撮影 ロビー・ミューラー
- 音楽 CAN

## キャスト
- リュディガー・フォーグラー：フィリップ・ヴィンター
- イェラ・ロットレンダー：アリス
- リザ・クロイツァー：アリスの母